# Bitwa pod Podbrodziem
Bitwa pod Podbrodziem – walki polskiej 2 Dywizji Litewsko-Białoruskiej z sowiecką 15 Dywizją Kawalerii III Korpusu Gaja Gaja w okresie lipcowej ofensywy Frontu Zachodniego Michaiła Tuchaczewskiego w czasie wojny polsko-bolszewickiej.

## Geneza
W pierwszej dekadzie lipca przełamany został front polski nad Autą, a wojska Frontu Północno-Wschodniego gen. Stanisława Szeptyckiego cofały się pod naporem ofensywy Michaiła Tuchaczewskiego. Naczelne Dowództwo nakazało powstrzymanie wojsk sowieckiego Frontu Zachodniego na linii dawnych okopów niemieckich z okresu I wojny światowej. Ściągnięta z polsko-litewskiej linii demarkacyjnej 2 Dywizja Litewsko-Białoruska gen. Aleksandra Boruszczaka obsadzała rubież obrony Skajtaszyle – Korkożyszki – Dubinka. Oddziały IV Brygady Litewsko-Białoruskiej oraz 8 Dywizja Piechoty obsadziły linię Dzisny. 

## Walczące wojska
| Jednostka                      | Dowódca                    | Podporządkowanie     |
| Wojsko Polskie                 |                            |                      |
| 2 Dywizja Litewsko-Białoruska  | gen. Aleksander Boruszczak | Front Północny       |
| IV Brygada Litewsko-Bialoruska | ppłk Stefan Pasławski      |                      |
| ⇒ Białostocki pułk strzelców   |                            | 2 D L-B              |
| → I/ Białostockiego ps         | kpt. Lewicki               |                      |
| ⇒ Słucki pułk strzelców        |                            | 2 DL-B               |
| → I/ Słuckiego ps              |                            |                      |
| pociąg pancerny „Mściciel”     |                            |                      |
| Armia Czerwona                 |                            |                      |
| 15 Dywizja Kawalerii           | Aleksandr Matuzienko       | III Korpus Kawalerii |
| 10 Dywizja Kawalerii           |                            |                      |

## Walki pod Podbrodziem
Zaskoczone szybkością działania sowieckiego III Korpusu Kawalerii Gaja Gaja dowództwo polskie wysyłało  na trasę jego przypuszczalnego marszu oddziały nie w pełni zorganizowanej i wyszkolonej 2 Dywizji Litewsko-Białoruskiej. W tym samym czasie sowiecka 15 Dywizja Kawalerii zajęła Dukszty i weszła w rejon Ignalina. 9 lipca Sowieci uderzyli na stację Ignalino, a po wprowadzeniu do walki 164 Brygady Strzelców i jednej z brygad 10 Dywizji Kawalerii opanowali miasto.
Sowieci kontynuowali natarcie i następnego dnia zdobyli ważny węzeł kolejowy w Nowych Święcianach.  W ich ręce wpadł cały tabor kolejowy i niemal wszystkie zapasy nagromadzone przez polską intendenturę.
12 lipca 2 Dywizja Litewsko-Białoruska  zamierzała rozpocząć natarcie. Jego celem miało być wyrzucenie III Korpusu Kawalerii Gaja Gaja z rejonu Podbrodzia i Święcian. Jednak Sowieci uprzedzili polską akcję, a o 5.20 ich 15 Dywizja Kawalerii rozpoczęła działania zaczepne przeciw oddziałom polskim. Polacy odparli atak spieszonej kawalerii i jeszcze przed południem wyprowadzili własne uderzenie w kierunku na Podbrodzie. Piechota polska nacierała na miasto od czoła, z równoczesnym obchodzeniem stanowisk sowieckich od północnego zachodu. Wspierały ją trzy baterie artylerii oraz pociąg pancerny „Mściciel”.
Aby powstrzymać atak oddziałów 2 DLB, Sowieci podpalili okoliczne  lasy. Polskie natarcie prowadzone było jednak z dużą brawurą i około 12.30 dywizja opanowała Podbrodzie, a sowieckie 85, 90 i 86 pułki kawalerii z dużymi stratami wycofały się w nieładzie. Interweniować musiał osobiście dowódca 15 DK płk Aleksandr Matuzienko, który zatrzymywał i porządkował uchodzące oddziały. Po południu Sowieci przystąpili do kontrataku. Do walki wszedł przybyły właśnie z Witebska 89 pułk kawalerii. Jego natarcie załamało się w ogniu polskiej obrony. Wieczorem oskrzydlona obustronnie 15 Dywizja Kawalerii rozpoczęła odwrót. Tym razem interweniować musiał dowódca korpusu Gaja Dmitrowicz Gaj. Wstrzymał on odwrót 15 DK, a jej dowódcy i szefowi sztabu zagroził sądem wojennym.

## Bilans walk
2 Dywizja Litewsko-Białoruska pokonała pod Podbrodziem oddziały sowieckiej 15 Dywizji Kawalerii. Sukcesu swojego nie mogła jednak wykorzystać. W tym czasie bowiem 10 Dywizja Kawalerii sforsowała Wilię i zagroziła tyłom polskiej dywizji. 13 lipca 2 DLB musiała rozpocząć odwrót w kierunku Wilna.